# Олга Васдеки

Олга Васдеки (грч. Greek: Όλγα Βασδέκη; 26. септембар 1973, Волос) је бивша грчка атлетичарка, која се такмичила у троскоку. Повремено се такмичила и у скоку удаљ.
Васдеки је била најуспешнија грчка троскокашица и рекордер Грчке до 1998, када је освојила златну медаљу на Еврропском првенству на отвореном у Будимпешти, у време кад је као друга грчка атлетичарка која је освојила титулу првака Европе Ане Верули 1982.
Следеће године, освојила је бронзану медаљу на Светском првенству у Севиљи. Она је млађа сестра скакача удаљ Спиридона Вастекија.

## Значајнији резултати у троскоку
| Год. | Такмичење                       | Место                              | Пласман | Резултат |
| ---- | ------------------------------- | ---------------------------------- | ------- | -------- |
| 1996 | Европско првенство у дворани    | Стокхолм, Шведска                  | 3       | 14,30    |
| 1996 | Олимпијске игре                 | Атланта, САД                       | 6       | 14,44    |
| 1997 | Светско првенство на отвореном  | Атина Грчка                        | 4       | 14,62    |
| 1997 | Медитеранске игре               | Бари Италија                       | 1       | 14,13    |
| 1998 | Европско првенство у дворани    | Валенсија Шпанија                  | 4       | 14,29    |
| 1998 | Европско првенство на отвореном | Будимпешта Мађарска                | 1       | 14,53    |
| 1998 | ИААФ Светски куп                | Јоханезбург Јужноафричка Република | 1       | 14,76    |
| 1999 | Светско првенство               | Севиља Шпанија                     | 3       | 14,61    |
| 2000 | Олимпијске игре                 | Сиднеј Аустралија                  | 7       | 14,15    |
| 2003 | Светско првенство у дворани     | Бирмингем Уједињено Краљевство     | 8 кв.   | 13,87    |
| 2003 | Светско првенство на отвореном  | Париз Француска                    | 12      | 14,08    |
| 2004 | Светско првенство у дворани     | Будимпешта Мађарска                | 6 кв.   | 14,25    |
| 2004 | Олимпијске игре                 | Атина Грчка                        | 11      | 14,34    |

### Лични рекорди
- на отвореном:

скок удаљ — 6,60 m 15. мај 1998, Атина, Грчка
троскок — 14,67 m 24. септембар 2000, Канија, Грчка
- у дворани

троскок — 14,51 m 24. фебруар 1999, Пиреј, Грчка
1. ↑  „Архивирана копија”. Архивирано из оригинала 20. 11. 2008. г. Приступљено 15. 04. 2009.